# Giovanni Gaspare Zuccalli
Giovanni Gaspare Zuccalli, né en 1637 à Roveredo et mort le 14 mai 1717 à Bad Adelholzen, est un architecte suisse.

## Biographie
Giovanni Gaspare Zuccalli est le fils de l'architecte Christoph Zuccalli. Il reçoit l'instruction de son oncle Enrico Zuccalli, lui aussi architecte. L'archevêque de Salzbourg Maximilian Gandolph von Künburg le fait venir en Autriche et négocie avec lui le projet d'une église qui sera l'église Saint-Gaëtan et avec le chapitre de la cathédrale de Salzbourg l'église Saint-Erhard (de).
Zuccalli mène la construction des deux églises de 1685 à 1687, en grande partie achevées lorsque l'archevêque meurt. Mais son successeur Johann Ernst von Thun und Hohenstein lui préfère Johann Bernhard Fischer von Erlach puis le met de côté après des allégations sans fondement sur ses honoraires pour l'église Saint-Gaëtan. En 1690, un décret exclut de la citoyenneté les Savoyards et les Walh comme Zuccalli.
En 1695, Zuccalli acquiert le domaine de Bad Adelholzen où il meurt.

## Œuvres
- Couvent des carmélites de Straubing (de) (1684)
- Église Saint-Gaëtan de Salzbourg (1685-1690)
- Église Saint-Erhard de Salzbourg (de) (1685-1689)
- Château d'Aurolzmünster (de) (1687-1705)
- Château de Caspiss (de) (1685)

## Sources
- (de) Cet article est partiellement ou en totalité issu de l’article de Wikipédia en allemand intitulé « Giovanni Gaspare Zuccalli » (voir la liste des auteurs).
- Article Giovanni Gaspare Zuccalli dans le Dictionnaire historique de la Suisse en ligne.